# Franziska Mietzner
Franziska Mietzner (* 20. Dezember 1988 in Bad Saarow-Pieskow) ist eine ehemalige deutsche Handballspielerin.
Die Tochter der Handball-Nationalspielerin Katrin Mietzner spielte von 2005 bis 2013 beim Bundesligisten Frankfurter Handball Club. Ab der Saison 2013/14 lief sie für den Thüringer HC auf. 2014 und 2015 gewann sie die deutsche Meisterschaft. Im Sommer 2015 wechselte sie zum HC Leipzig. In der Saison 2017/18 lief sie für Bayer 04 Leverkusen auf. Anschließend beendete Mietzner ihre Karriere.
Die 1,92 m große Rückraumspielerin stand im Kader der deutschen Juniorinnen-Nationalmannschaft und nahm an der U-19-Europameisterschaft im August 2007 in der Türkei teil. Bei der U-20-Weltmeisterschaft in Mazedonien gewann sie den Titel. Kurz vor dem Abpfiff erzielte sie den entscheidenden Treffer zum 23:22 gegen Dänemark. Sie stand im Aufgebot der deutschen Nationalmannschaft für die Handball-Weltmeisterschaft der Frauen 2009 in China und für die Handball-Weltmeisterschaft der Frauen 2011 in Brasilien.
Im Februar 2012 wurde Mietzner von den Lesern der Handballwoche zur Handballerin des Jahres 2011 gewählt.

## Erfolge
- Junioren-Weltmeisterin 2008
- Deutsche Meisterin 2014, 2015
- Deutsche Pokalsiegerin 2016
- Bundesliga-Torschützenkönigin 2008/09
- Spielerin der Saison 2008/09